# Diederik Samsom

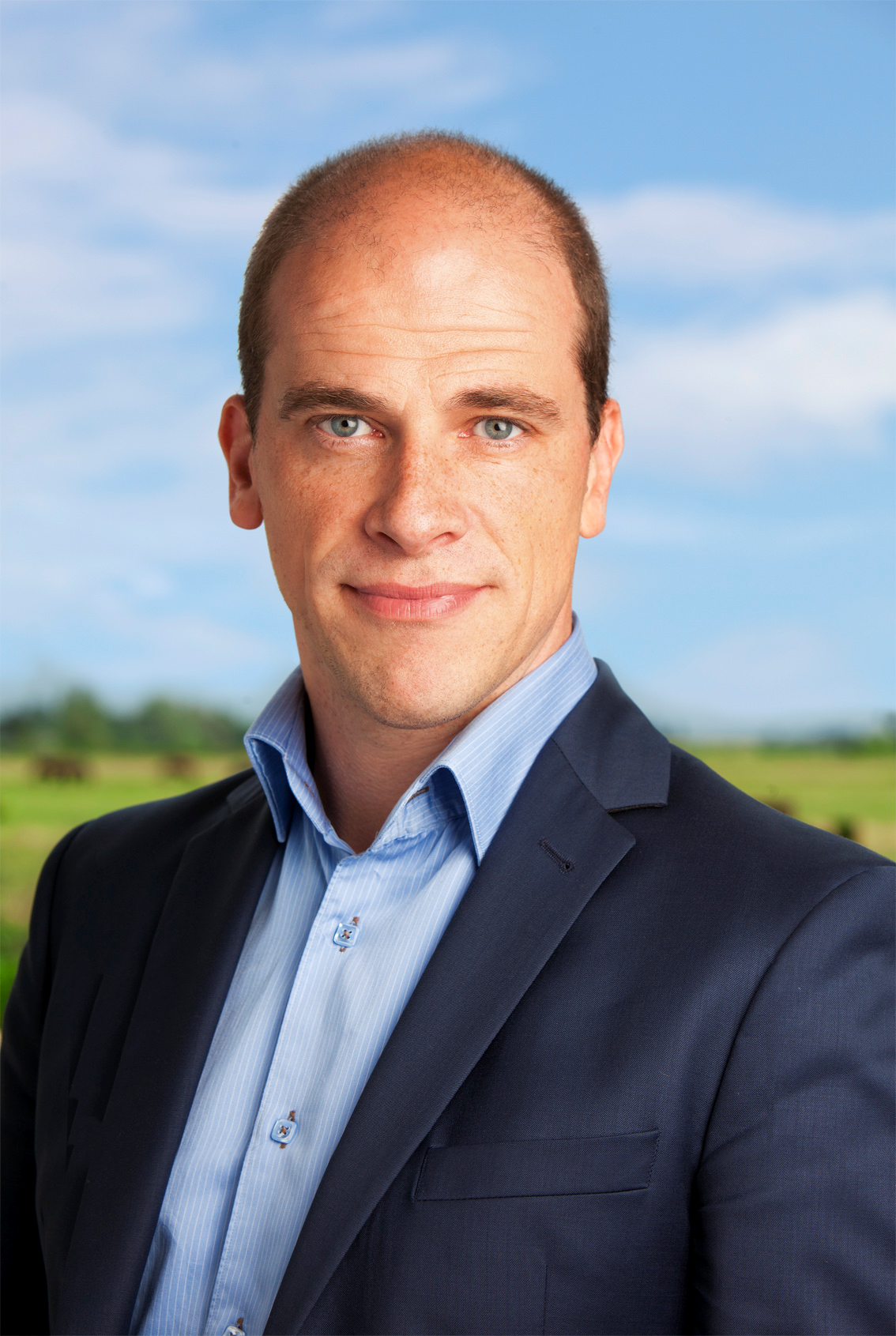
Diederik Samsom (2012)

Diederik Maarten Samsom (* 10. Juli 1971 in Groningen) ist ein niederländischer Politiker der Partij van de Arbeid (PvdA). Er war von 2012 bis 2016 Fraktionsvorsitzender in der Zweiten Kammer und politischer Leiter seiner Partei.

## Leben
Samsom wuchs in Leeuwarden auf. Er studierte an der Technischen Universität Delft von 1989 bis 1997 Technische Physik (Fachrichtung Kernphysik). Er engagierte sich bei Greenpeace und war 2002 erstmals Kandidat der PvdA für die Zweite Kammer. Im gleichen Jahr wurde er Geschäftsführer des Ökostrom-Händlers Echte Energie, der 2008 von Eneco übernommen wurde.
Samsom ist verheiratet und hat eine Tochter und einen Sohn. Er wohnt in Leiden.

## Politik
Bei der Parlamentswahl 2002 stand Samsom auf Platz 33 der Parteiliste, die PvdA stürzte jedoch bei dieser Wahl auf 23 Sitze ab, sodass er den Einzug ins Parlament verpasste. Bei der vorgezogenen Parlamentswahl 2003 zog er jedoch auf Listenplatz neun der PvdA in die Zweiten Kammer der Generalstaaten ein, der er während vier Legislaturperioden bis 2016 angehörte. Der zum linken Parteiflügel zählende Samsom unterlag 2008 in einer Kampfabstimmung zum Fraktionsvorsitz Mariëtte Hamer. Diese Position erlangte er am 22. Februar 2012, nachdem Job Cohen als politischer Führer zurückgetreten war. Am 16. März 2012 wurde er von den Parteimitgliedern zum Fraktionsvorsitzenden und politischen Führer gewählt.
Bei den niederländischen Parlamentswahlen 2012 war Samsom Spitzenkandidat (lijsttrekker) für die PvdA. Die Partei wurde mit 24,8 % der Stimmen und 38 Sitzen (+5,2 %-Punkte bzw. +8 Sitze gegenüber der Wahl 2010) zweitstärkste Kraft hinter der bisherigen Regierungspartei VVD mit 26,6 % und 41 Sitzen. Ende Oktober 2012 einigten sich die VVD und die PvdA auf die Bildung einer Großen Koalition, bei der Samsom aber kein Regierungsamt übernahm. Stattdessen bekleidete er bis 2016 das Amt des Fraktionsvorsitzenden der PvdA. Im Herbst 2016 bewarb sich Samsom um die erneute Spitzenkandidatur für die Parlamentswahl im Folgejahr. Die PvdA befand sich zu dieser Zeit im Umfragetief, ihr wurden zeitweise weniger als 10 Sitze prognostiziert. Er äußerte zudem den Vorschlag, die Fraktion der PvdA könnte nach der Wahl mit der von GroenLinks fusionieren (die damals in den Umfragen bessere Werte erzielten), um gemeinsam ggf. die stärkste Fraktion zu bilden. Bei der Wahl des Spitzenkandidaten im Dezember 2016 unterlag Samsom mit 45,5 Prozent der Stimmen seinem Herausforderer Lodewijk Asscher, der dadurch die politische Leitung der PvdA übernahm. Drei Tage später trat Samsom auch vom Fraktionsvorsitz zurück, den vorübergehend Attje Kuiken übernahm. Am 14. Dezember 2016 legte er sein Mandat in der Zweiten Kammer nieder.
Samsom arbeitete von 2017 bis 2019 in Teilzeit als Berater des Abfallentsorgungsunternehmens HVC in Alkmaar. Von November 2019 bis Februar 2024 war er Kabinettschef des EU-Kommissars für Klimaschutz: zunächst war dies sein Parteikollege Frans Timmermans, ab 2023 dann der Christdemokrat Wopke Hoekstra.